# Coelioxys hunteri
Coelioxys hunteri is een vliesvleugelig insect uit de familie Megachilidae. De wetenschappelijke naam van de soort is voor het eerst geldig gepubliceerd in 1914 door Crawford.